# Novonor
Novonor, conocido como Odebrecht hasta diciembre de 2020 (pronunciado /ódebrejt/), es un conglomerado brasileño de negocios en los campos de la ingeniería y la construcción, también participa en la manufactura de productos químicos y petroquímicos. Instituida como compañía en 1944, el grupo ha desarrollado su actividad en Sudamérica, América Central, las Antillas, Norteamérica, África, Europa y el Medio Oriente. Ha sido una de las empresas más polémicas de Latinoamérica, ya que estuvo involucrada en varios casos de corrupción y lavado de dinero.
En junio y agosto de 2019, la empresa se declaró en bancarrota en Brasil y los Estados Unidos para reestructurar una deuda de 25.000 millones de dólares.

## Historia

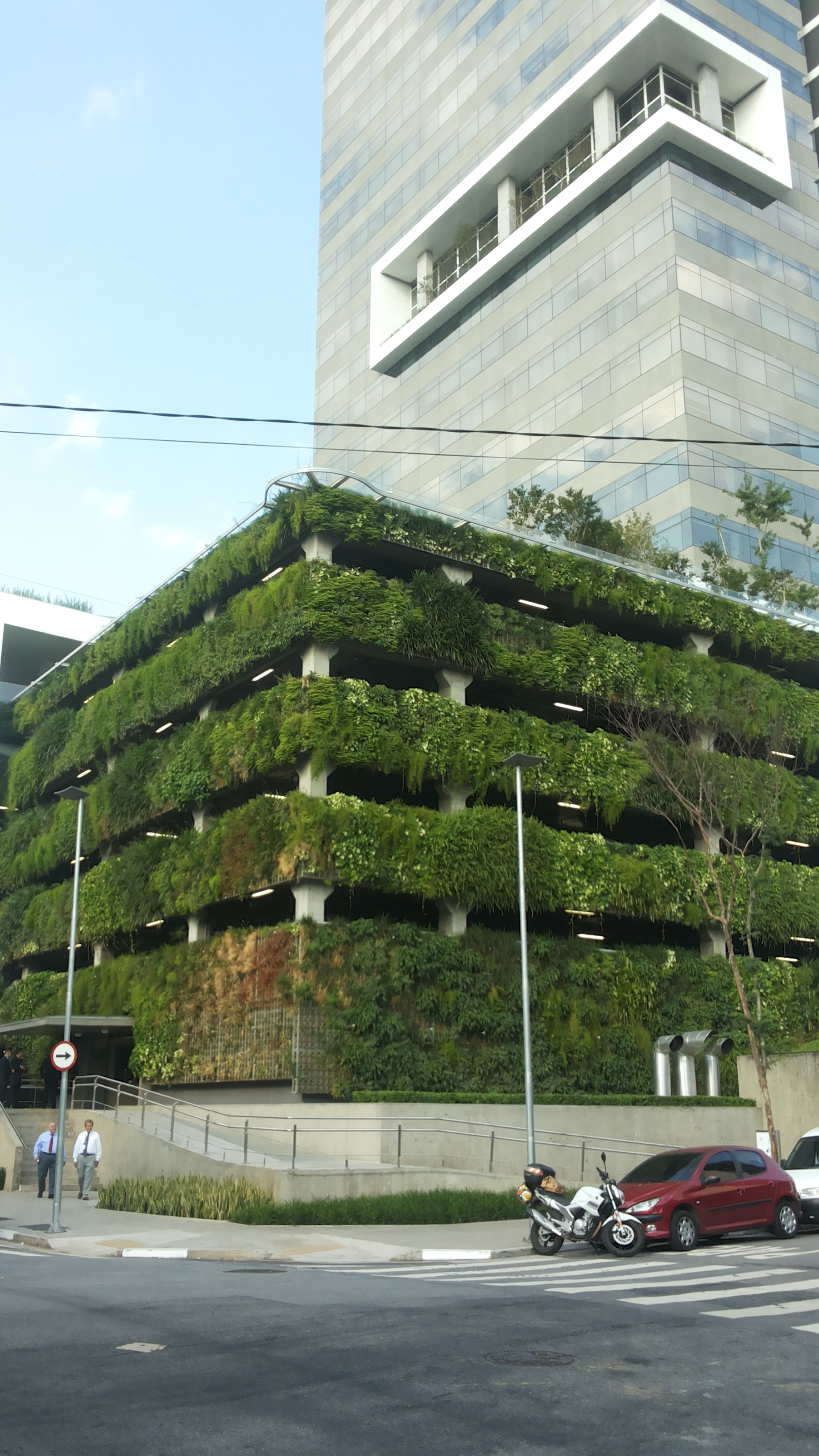
Sede de Novonor en São Paulo

La compañía constructora fue fundada por el ingeniero Norberto Odebrecht, en 1944, en Salvador de Bahía. Hasta el 2015, la compañía fue dirigida por su nieto Marcelo Odebrecht, y actualmente Luciano Guidolin tiene el cargo de director presidente de la empresa.
El "pensamiento" de Norberto Odebrecht ha sido recopilado en tres volúmenes distribuidos a todos los empleados del grupo.
La compañía constructora participó en varios contratos de obras públicas durante diferentes gobiernos en Brasil y en la dictadura militar del país. A principios de 2016, en el marco de la Operación Autolavado, el juez Sergio Moro emitió órdenes judiciales en contra de varios ejecutivos de Odebrecht por supuestos delitos como corrupción, evasión de divisas, organización criminal y lavado de dinero. El 7 de marzo de 2016 Marcelo Odebrecht fue sentenciado a 19 años y cuatro meses de prisión por haber pagado más de 30 millones de dólares en sobornos a ejecutivos de Petrobras a cambio de contratos e influencias. A los dos años y medio se le permitió seguir cumpliendo su condena en arresto domiciliario tras un trato con la justicia a cambio de su confesión.
En junio de 2019 la empresa se declaró en bancarrota en Brasil y seguidamente, en agosto del mismo año, lo hizo también en los Estados Unidos para reestructurar una deuda de 25.000 millones de dólares.
El 18 de diciembre de 2020 tras varios años de investigaciones por corrupción, el grupo Odebrecht cambió su nombre a Novonor, después de implementar mecanismos de buenas prácticas y nuevas políticas de ética, integridad y transparencia.

### Escándalo de corrupción

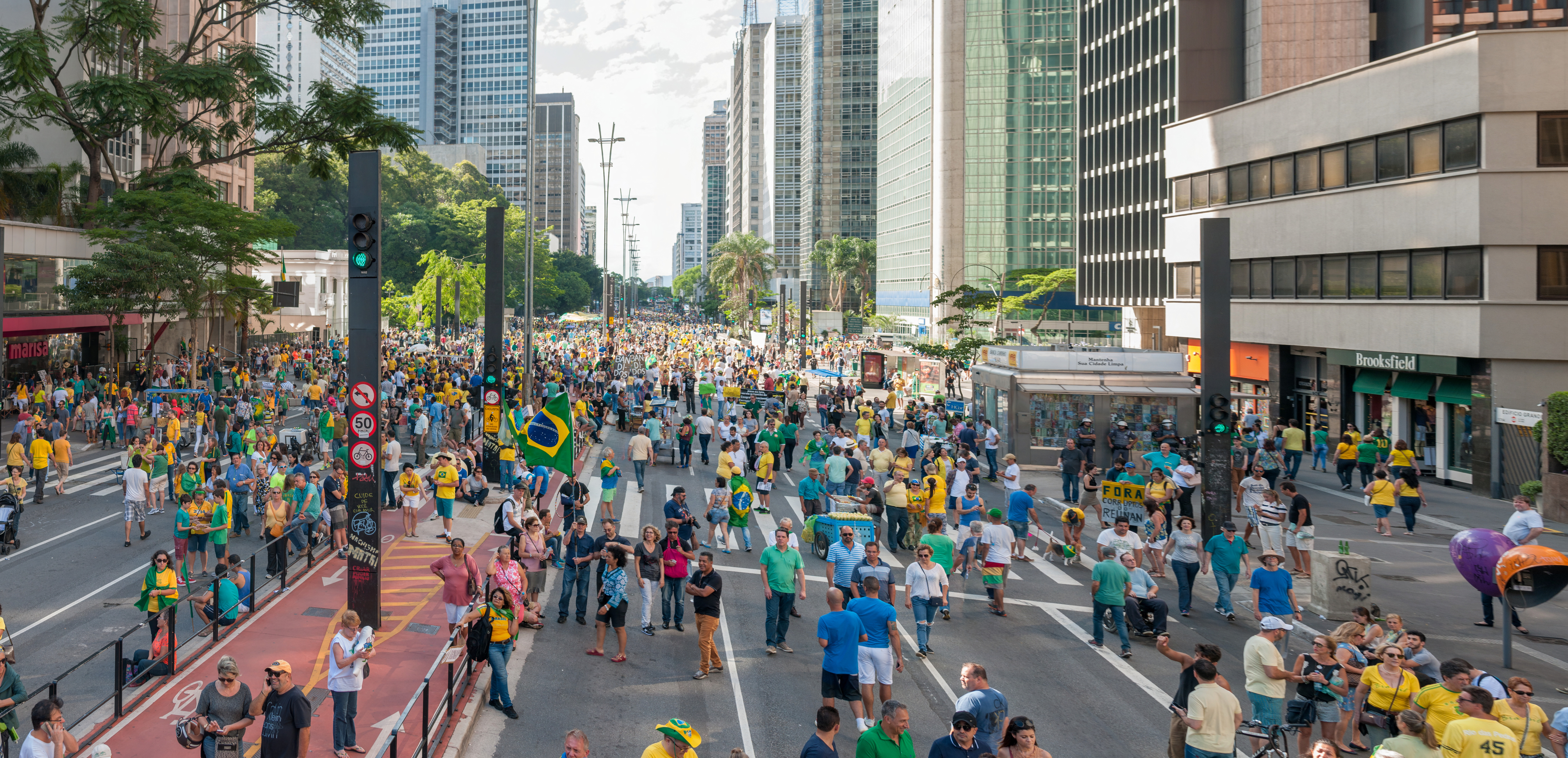
Demostraciones a favor de la investigación de la Operación Autolavado, diciembre de 2016.

El 21 de diciembre de 2016, el Departamento de Justicia de los Estados Unidos publicó una investigación sobre la constructora brasileña Odebrecht, en la que se detalla que esta habría realizado sobornos a funcionarios de los gobiernos de 12 países por valor de 788 millones de dólares, para obtener beneficios en contrataciones públicas (Angola, Mozambique, Colombia, México, Panamá, Guatemala, República Dominicana, Perú, Argentina, Venezuela, Ecuador).
Odebrecht creó esta «caja B» a finales de los años 1980 con el nombre de «sector de relaciones estratégicas» para disimular la maraña de coimas. Concepción Andrade, entonces veinteañera y empleada de la empresa, fue la primera secretaria del ilegal departamento de sobornos, con base en Brasil, desde 1987. A su despido, en 1992, se marchó a casa con los registros que había levantado y los guardó durante tres décadas hasta entregarlos a la Justicia brasileña y a la Comisión del Congreso encargada de la investigación.
Odebrecht admitió haber dado unos 98 millones de dólares a funcionarios gubernamentales e intermediarios en Venezuela para conseguir contratos del Estado y acordó pagar una multa por unos US$184 millones de dólares.

## Proyectos relevantes

### Estados Unidos de América
- Adrienne Arsht Center for the Performing Arts
- American Airlines Arena
- Estadio Riccardo Silva
- Interestatal 40
- Miami Metromover
- Miami International Airport –Terminales norte y Sur, zonas de embarque A y E, Torre de control de táfico aéreo, garaje y edificios de carga.
- Miami Metrorail
- Orlando International Airport – pista norte y terminal sur.
- Hotel Ritz Carlton, Key Biscayne

### Perú
- Presa Limón en Lambayeque.
- Túnel trasandino de irrigación de Olmos
- Carretera interoceánica Perú-Brasil
- Carretera Carhuaz-Chacas y túnel Punta Olímpica en Áncash.

### Colombia
- Ruta del Sol (Sector 2 en consorcio con CSS Constructores S.A.)